# مگنوس هاگلوند
مگنوس هاگلوند (انگلیسی: Magnus Haglund؛ زادهٔ ۱۵ آوریل ۱۹۷۳) یک بازیکن فوتبال اهل سوئد است.